# Lauren Jenner
Lauren Jenner (Mount Maunganui, 30 marzo 1997) è un'arbitra neozelandese di rugby a 15, dal 2022 affiliata presso la commissione arbitrale della Federazione Italiana Rugby.

## Biografia
Jenner vide la sua carriera agonistica interrotta sul nascere a causa di un infortunio che la spinse a intraprendere l'attività arbitrale per rimanere nel mondo del rugby; il suo sviluppo di carriera fu abbastanza rapido, e presto le fu affidata la direzione di gare dei campionati provinciali sia femminile che maschile; nel 2017 divenne internazionale e diresse a Rotorua il suo primo test match, un incontro di preparazione tra Australia e Canada.
Impiegatasi come specialista marketing digitale e comunicazione presso il gruppo multiservizi Downer, nel 2021 Jenner fu designata arbitro al torneo femminile di rugby a VII delle Olimpiadi di Tokyo; l'anno successivo fu nel panel di direttori di gara selezionati per la Coppa del Mondo in Nuova Zelanda.

### Vita privata
Lauren Jenner è sposata con il rugbista Scott Scrafton; a seguito dell'ingaggio di quest'ultimo al Benetton e al trasferimento della coppia a Treviso, dal 2022 è tesserata presso la commissione nazionale arbitrale della F.I.R. e rappresenta quindi l'Italia negli incontri internazionali.
La coppia ha un figlio, nato nel 2024 a Treviso.